# Tito Vitrasio Polión
Tito Pomponio Próculo Vitrasio Polión (en latín Titus Pomponius Proculus Vitrasius Pollio; muerto circa del 180) fue un importante senador romano que ocupó varios cargos bajo Antonino Pío y Marco Aurelio. Fue cónsul sufecto en un nundinium indeterminado alrededor del 150; y cónsul ordinario en el año 176 junto con Marco Flavio Apro como su colega.

## Orígenes
Vitrasio Polión nació en una familia de rango patricio. Aunque se desconoce el nombre de su madre, si se conoce el de su padre, Tito Vitrasio Polión, cónsul alrededor del 136 bajo Adriano. El abuelo paterno de Tito Vitrasio Polión fue también llamado Tito Vitrasio Polión, quien se desempeñó como Prefecto de Egipto bajo el reinado del emperador Claudio (41-54) y cuyo padre del mismo nombre fue también prefecto de Egipto durante el reinado de Tiberio.

## Carrera
Dos inscripciones, una de Roma y la otra de León, nos proporcionan los detalles de su cursus honorum. La carrera de Polión comenzó en su juventud como uno de los tresviri monetalis, el más prestigioso de los cuatro cargos que componen el Vigintivirato; la asignación de esta magistratura generalmente se le daba a patricios o individuos favorecidos por el emperador de turno. Su siguiente cargo fue como cuestor, y una vez completada esta magistratura republicana tradicional, Polión sería inscripto en el Senado. Como patricio, Polión no era elegible para ocupar el cargo de tribuno de la plebe, y fue eximido de servir como edil, por lo que su siguiente cargo fue la magistratura republicana de pretor. Poco después este cargo, accedió al consulado sufecto casi automáticamente después de cumplir treinta y dos o treinta y tres años (c. 150). A estas alturas de su vida, Polión había sido admitido en los sodales Antoniniani, sacerdocio del culto imperial, en honor de Antonino Pío.
Al dejar el consulado, Polión recibió una serie de nombramientos imperiales. Primero fue el curator aquarum, o supervisor de los acueductos de Roma. Luego se desempeñó como legatus o gobernador de Moesia Inferior; Géza Alföldy data su mandato entre 156 y 159. Después de unos pocos años, fue nombrado gobernador de la Hispania Tarraconensis; Alföldy data su mandato allí desde alrededor de 164 a 167. Luego, se le otorgó la gobernación proconsular de Asia para el período 167/168. Por esta época, Polión se convirtió en un comes augustorum (compañero o consejero del emperador), y acompañó al emperador Lucio Vero en las campañas militares contra los alamanes y sármatas, continuando después de la muerte del emperador en 169 junto a su coemperador Marco Aurelio, y ganando la dona militaris gracias a su destacada actuación en la campaña. Regresó de las guerras marcomanas para inaugurar el año 176 en Roma con su segundo consulado, muriendo finalmente alrededor del año 180.
Debido a su destacado servicio militar, Polión recibió dos estatuas en su honor. Una estatua de él lo representa con vestimenta militar y fue erigida en el Foro de Trajano. La segunda estatua lo representa con vestimenta de civil y fue erigida en el Templo de Antonino y Faustina.

## Matrimonio y descendencia
Polión se casó con una mujer noble llamada Annia Fundania Faustina, miembro de la dinastía gobernante Dinastía Antonina, cuyos primos paternos eran Marco Aurelio y la emperatriz Faustina la Joven. Junto a Fundania Faustina tuvo dos hijos: Tito Fundanio Vitrasio Polión, a quien Cómodo había ejecutado en 182 debido a su participación en una conspiración contra el Emperador, y una hija, Vitrasia Faustina de quien poco se sabe.